# Indre Nordmøre prosteri

Prosterier i Møre stift. Det orangea området på kartan är Indre Nordmøre prosteri.

Indre Nordmøre prosteri (norska: Indre Nordmøre prosti) är ett kontrakt (prosteri, norska: prosti) i Møre stift inom Norska kyrkan. Kontraktet omfattar kommunerna Gjemnes, Sunndal, Surnadal och Tingvoll i Møre og Romsdal fylke i västra Norge.
Namnet syftar på att kontraktet omfattar den inre delen av landskapet Nordmøre.

## Socknar
Indre Nordmøre prosteri består av 13 socknar (norska: sokn eller sogn):

### Gjemnes kommun
- Gjemnes socken
- Øre socken

### Sunndals kommun
- Hovs socken
- Romfo socken
- Ålvundeids socken
- Øksendals socken

### Surnadals kommun
- Mo socken
- Stangviks socken
- Todalens socken
- Åsskards socken
- Øye og Ranes socken

### Tingvolls kommun
- Straumsnes socken
- Tingvolls socken